# Omvärldsdialog och Engagemang
Projektet ODE syftar till att stödja forskare i att prioritera och värdera dialog och kommunikation med det omgivande samhället. Projekt startade 2008 med utgångspunkt i de ökade kraven på samspel mellan forskarna och samhället, både internationellt och av forskningsfinansiärer i Sverige. 
Samverkansuppgiften är stadgad i Högskolelagen: "I högskolornas uppgift ska ingå att samverka med det omgivande samhället och informera om sin verksamhet samt verka för att forskningsresultat tillkomna vid högskolan kommer till nytta." Lag (2009:45). 
Slutsatser av projektet är att ODE är nödvändigt av flera skäl: för forskningens egen skull eftersom dialog tvingar forskaren att reflektera över sin forskning och få nya perspektiv, och för att forskningsresultat ska komma till användning och återrapporteras till skattebetalarna. För att kunna prioritera samverkan måste dock forskarna ges incitament liksom professionellt stöd i hur man gör.
Projektet drevs av Kungl. Vetenskapsakademien, Kungl. Ingenjörsvetenskapsakademien och Kungl. Skogs- och Lantbruksakademien, Vetenskapsrådet och Vetenskap & Allmänhet med stöd från Riksbankens Jubileumsfond och Vetenskapsrådet.

## Mer information
- Se ODE-seminariet den 25 augusti 2009